# Botoșana
Botoșana es una comuna ubicada en el distrito de Suceava, Rumania.

## Superficie
Posee una superficie de 19,94 kilómetros cuadrados.

## Demografía
Hasta 2021 la población era de 2292 habitantes, con una densidad de población de 114,9 habitantes por kilómetro cuadrado.